# Pallidoplectron peniculosum
Pallidoplectron peniculosum is een rechtvleugelig insect uit de familie grottensprinkhanen (Rhaphidophoridae). De wetenschappelijke naam van deze soort is voor het eerst geldig gepubliceerd in 1960 door Richards.